# Alliander
Alliander N.V. is een netwerkbedrijf dat voortgekomen is uit Nuon, tegenwoordig Vattenfall. Alliander bestaat uit de onderdelen Liander en Qirion. Liander, een regionale netbeheerder, verzorgt de distributie van energie in een derde van Nederland en telde 5,9 miljoen klantenaansluitingen in 2023.

## Activiteiten
Alliander heeft in Nederland twee grote bedrijfsonderdelen:
- Netbeheer: 
  - Liander (voorheen Continuon Netbeheer) is een Nederlands nutsbedrijf en netbeheerder dat het hoogspanningsnet tot 50 kV, midden- en laagspanningselektriciteitsnet en het gasnet in een deel van Nederland beheert. Dit is veruit de belangrijkste activiteit.
- Netwerkactiviteiten: 
  - Qirion (voorheen Liandon en daarvoor ook de namen Nuon Tecno, Nuon TPC en PGEM TAP) richt zich op aanleg en onderhoud van complexe energie-infrastructuren voor klanten in binnen- en buitenland.
  - Firan ontwerpt, legt aan en beheert energie-infrastructuren.

In Duitsland heeft het een kleine activiteit en Alliander AG heeft in zo'n 10.000 aansluitingen.

## Aandeelhouders
Alle aandelen van Alliander zijn in handen van Nederlandse provincies, zoals Gelderland (45%) en Noord-Holland (9%), gemeenten, waaronder Amsterdam (9%) en B.V. Houdstermaatschappij Falcon (13%) waarvan de aandelen worden gehouden door de provincie Friesland.
In mei 2021 heeft Alliander haar aandeelhouders een financiële bijdrage van € 600 miljoen gevraagd om daarmee het eigen vermogen te versterken. Deze kapitaalversterking is nodig om te kunnen blijven investeren in de energietransitie. In november 2022 maakte de overheid bekend hieraan te willen meewerken.

### Resultaten
Over het jaar 2009 publiceerde de onderneming voor de eerste keer haar jaarcijfers na de afsplitsing van het productie- en leveringsbedrijf Nuon Energy. De omzet bedroeg in dat jaar € 1,4 miljard en de nettowinst € 312 miljoen (inclusief buitengewone baten). In 2014 verkocht Alliander het belang van 25% in KEMA aan DNV GL Group wat een boekwinst van € 45 miljoen opleverde. In de nettowinst van 2016 zit een boekwinst van € 176 miljoen op de verkoop van Endinet per 1 januari 2016. Sinds 2015 zijn de investeringen verdubbeld om aan de stijgende vraag naar aansluitingen en extra capaciteit op het elektriciteitsnetwerk te voldoen. De winst is in diezelfde periode min of meer gelijk gebleven. Ondanks het sterk gestegen bedrag aan investeringen is het dividendbeleid van Alliander nog altijd onveranderd en gaat uit van een uitkering van maximaal 45% van de winst na belastingen, gecorrigeerd voor bijzondere posten.
| Jaar | Netto omzet | Nettoresultaat | Dividend | Investeringen | Fte  |
| ---- | ----------- | -------------- | -------- | ------------- | ---- |
| 2010 | € 1432      | € 222          | € 80     | € 371         | 4975 |
| 2011 | € 1586      | € 251          | € 113    | € 479         | 5430 |
| 2012 | € 1764      | € 224          | € 74     | € 583         | 5675 |
| 2013 | € 1744      | € 288          | € 125    | € 576         | 5878 |
| 2014 | € 1696      | € 324          | € 125    | € 572         | 5908 |
| 2015 | € 1586      | € 235          | € 85     | € 577         | 5411 |
| 2016 | € 1584      | € 282          | € 104    | € 685         | 5621 |
| 2017 | € 1697      | € 203          | € 92     | € 652         | 5719 |
| 2018 | € 1920      | € 334          | € 150    | € 732         | 5712 |
| 2018 | € 1920      | € 334          | € 150    | € 837         | 5686 |
| 2020 | € 2009      | € 224          | € 94     | € 890         | 5786 |
| 2021 | € 2120      | € 242          | € 114    | € 1014        | 5936 |
| 2022 | € 2150      | € 198          | € 82     | € 1228        | 6102 |
| 2023 | € 2725      | € 267          | € 120    | € 1411        | 6504 |

## Bedrijfsgeschiedenis
Alliander komt voort uit Nuon. Nuon was een geïntegreerd nutsbedrijf, actief in de hele keten van elektriciteitsproductie tot aflevering bij de klant. In 2006 werd de Wet Onafhankelijk Netbeheer (WON, ook wel de Splitsingswet genoemd) aangenomen. Deze wet verplicht alle geïntegreerde nutsbedrijven de activiteiten te splitsen in drie aparte onderdelen voor: productie, transmissie en distributie. Deze splitsing moet uiterlijk op 1 januari 2011 zijn gerealiseerd. Het belang van transmissie is zo groot dat de overheid TenneT als enige verantwoordelijk maakt voor het beheer van het hoogspanningsnet, ofwel alle netten van 110 kilovolt (kV) en hoger.
Per 15 november 2008 ging de netbeheerder van Nuon verder onder de naam Liander, dat onderdeel is van Alliander. Op 30 juni 2009 kwam de holding N.V. Nuon te vervallen. Het productie- en leveringsbedrijf ging toen zelfstandig verder onder de naam N.V. Nuon Energy. Het Zweedse energiebedrijf Vattenfall nam vanaf 1 juli 2009 Nuon Energie in delen over. Het netwerkbedrijf Alliander werd volledig onafhankelijk.
In juni 2009 verkocht Liander zijn netten van 110 kV (kilovolt) en hoger aan TenneT. Het hoogspanningsnet bestaat uit 1.800 kilometer verbinding in de provincies Friesland, Gelderland, Noord-Holland en Zuid-Holland. Alleen de netten die onderdeel zijn van een cross-border lease vallen buiten deze transactie. De laag- en middenspanningsnetten blijven ook bij Liander.
Op 4 maart 2010 werd de koopovereenkomst voor netbeheerder Endinet getekend. De gemeente Eindhoven was grootaandeelhouder in Endinet met een aandelenbelang van 83%. Met de overname is een bedrag van € 712 miljoen gemoeid. Endinet had in 2008 een omzet van circa € 110 miljoen en telde ongeveer 250 medewerkers. Met de overname van Endinet versterkte Alliander zijn positie als grootste netwerkbedrijf in Nederland. Endinet is actief in de regio Eindhoven, Oost-Brabant en de Haarlemmermeer en telt in totaal 100.000 elektriciteits- en 400.000 gasaansluitingen.
In 2014 verkocht Alliander zijn belang van 25% in KEMA aan DNV GL Group.
Per 1 januari 2016 hebben Alliander en Enexis energienetwerken uitgeruild. Enexis heeft energienetwerken in Friesland en de gemeenten Noordoostpolder en Urk uitgeruild met netwerken van Alliander in de regio Eindhoven en Zuidoost-Brabant. Omdat Alliander meer aansluiting overdroeg dan Enexis, betaalde Enexis per saldo € 365 miljoen aan Alliander. Alliander kreeg 51.000 elektriciteits- en 196.000 gasaansluitingen in Friesland en 28.000 elektriciteits- en 27.000 gasaansluitingen in de Noordoostpolder.
In 2017 werd Ziut (voorheen Liandyn en daarvoor Dynamicon) verkocht. Het bedrijf is actief in de markt voor verlichting van de openbare ruimte. Begin 2009 kwamen Liandyn en Enexis Lighting met plannen naar buiten om de activiteiten te bundelen in een joint venture. Op 2 november 2009 werd de nieuwe naam van de joint venture bekendgemaakt: Ziut, afgeleid van het Engelse 'see it'. Ziut had in 2009 ruim 500 medewerkers in dienst en behaalde een omzet van circa € 140 miljoen. Alliander had een belang van 53%. Ziut is per 8 september 2017 overgenomen door Spie Groep (Société Parisienne pour l’Industrie Electrique).
Alliander startte in 2013 met dochteronderneming Allego om elektrische auto’s van stroom te voorzien. Allego is actief in 16 Europese landen met meer dan 40.000 laadpalen. Per 1 juni 2018 is Allego verkocht aan de Franse beleggingsonderneming Meridiam.
Op 31 maart 2021 heeft de Duitse afdeling van Alliander zo'n 58% van de aandelen in haar dochteronderneming 450connect GmbH verkocht aan een aantal Duitse energiebedrijven. In juli 2021 volgde nog een pakket van 17% van de aandelen met dezelfde partijen als kopers. In totaal is daarmee 75% van de aandelen verkocht voor € 36 miljoen.
In december 2021 verkocht Alliander de in ondergrondse infrastructuur gespecialiseerde Stam & Co aan de Van Gelder Groep. Alle 137 werknemers gaan mee over. Stam & Co was ruim 10 jaar in handen van Alliander. Bij de koop door Alliander werkten er 150 mensen aan bekabelingswerken en communicatiesystemen.
In juli 2023 maakten ABP en partner OMERS Infrastructure bekend Kenter te willen overnemen. In 2022 maakte Alliander al bekend het bedrijfsonderdeel te willen verkopen na jaren van snelle groei. Kenter heeft de activiteiten uitgebreid van een traditioneel meetbedrijf met 95 medewerkers naar een aanbieder van integrale energieoplossingen met ruim 400 medewerkers. Kenter zal in de toekomst een rol spelen in de energietransitie. Alliander is een netwerkbedrijf met beperkende wet- en regelgeving en onder de nieuwe eigenaars heeft Kenter meer ruimte om te groeien.